# جراهوفيت (أرارات)
مدينة جراهوفيت (بالأرمينية:Ջրահովիտ) (بالإنجليزية: Jrahovit)‏ هي إحدى المدن التابعة لمقاطعة أرارات في أرمينيا. يقدر عدد سكانها بـ 1223 نسمة حسب الإحصاء الذي جرى عام 2011.